# Spam musubi

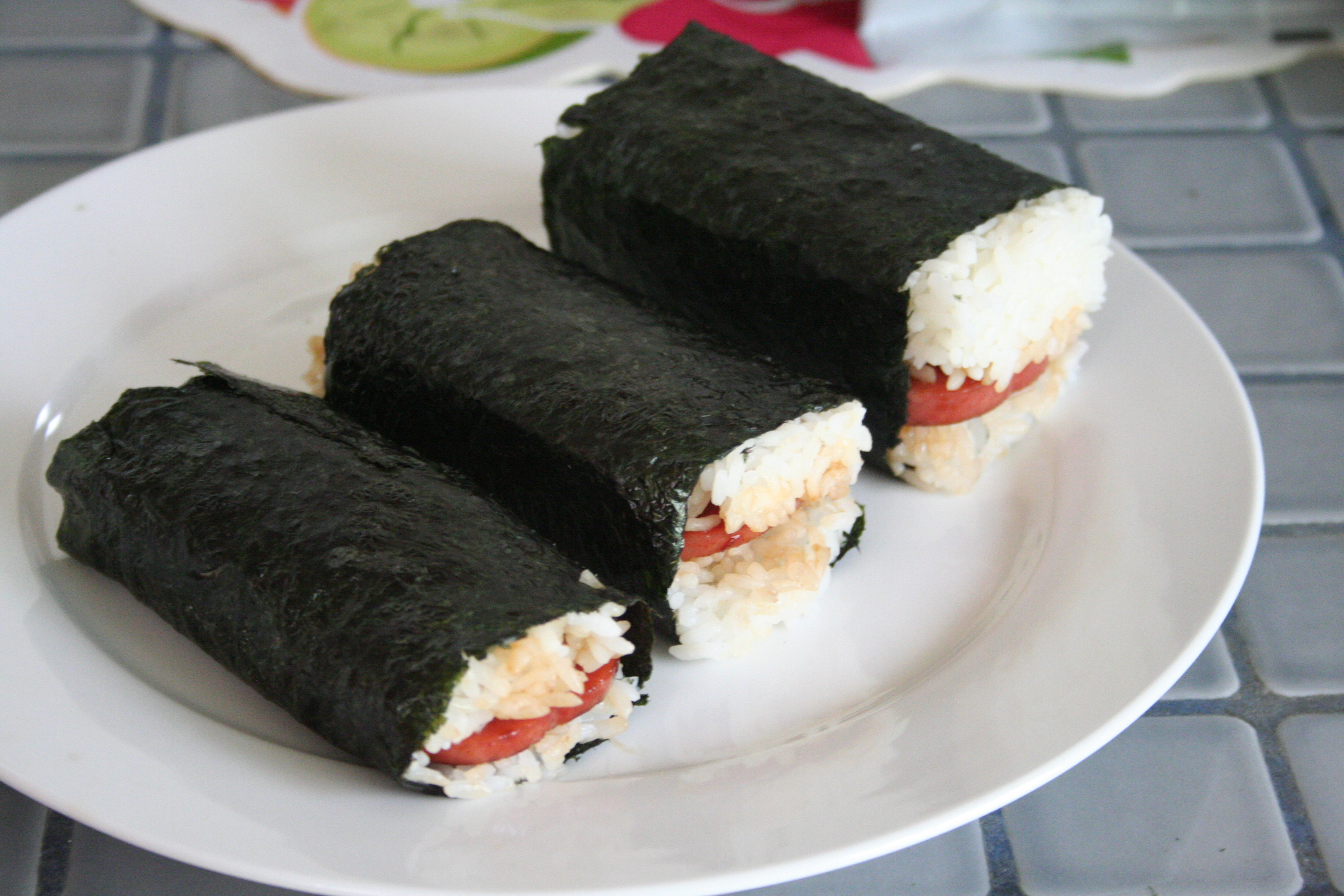
Spam musubi.

El Spam musubi es un snack o entrante en los almuerzos muy popular en Hawái, su tradición procede de la cocina japonesa en el que el onigiri u omusubi es su alimento inspirador. Se coloca una rodaja de Spam sobre un trozo de arroz y una hoja de alga de nori (alga seca) y se enrolla la combinación Spam-arroz manteniéndose junta. A pesar de que el musubi es muy similar al onigiri sushi, su arroz no está condimentado con vinagre.

## Características
El Spam musubi es apreciado por su sabor y portabilidad. Se puede adquirir piezas de Spam musubi enroladas en celofán en muchos de los establecimientos de conveniencia a lo largo de todas las Islas, los precios de adquisición pueden rondar entre uno o dos dólares. El Spam musubi puede adquirirse en muchos de los puestos callejeros de Hawái, estas bolas de arroz se hacen generalmente en moldes.